# Rebecca Hall
Rebecca Hall (London, 1982. május 3. –) angol filmszínésznő.

## Élete és pályafutása
Tízévesen később debütált a The Camomile Lawn című sorozatban, majd 2006-ban A tökéletes trükk című filmben, többek között Hugh Jackman, Christian Bale, Michael Caine és Scarlett Johansson volt a partnere. Még ugyanebben az évben A nagy kvízválasztó című filmben a tehetséges skót színész, James McAvoy oldalán szerepelt.
2008-ban Woody Allen Golden Globe-díjjal jutalmazott filmjében, a Vicky Cristina Barcelonában játszotta az egyik címszereplő, Vicky szerepét. Partnerei a filmben többek között: Scarlett Johansson, Javier Bardem és Penélope Cruz voltak. A filmbeli meggyőző alakításáért a Brit Filmakadémia Díjára (BAFTA) és Golden Globe-díjra is jelölték. Szerepelt még Ron Howard 5 Oscar-díjra jelölt Frost/Nixon című filmjében is.
2020-ban a Tales from the Loop című amerikai sorozatban játszotta az egyik főszerepet.

## Filmográfia

### Film
| Év   | Magyar cím                               | Eredeti cím                            | Szerep                     | Magyar hang        |
| ---- | ---------------------------------------- | -------------------------------------- | -------------------------- | ------------------ |
| 2006 | A nagy kvízválasztó                      | Starter for 10                         | Rebecca Epstein            | Zakariás Éva       |
| 2006 | A tökéletes trükk                        | The Prestige                           | Sarah Borden               | Haumann Petra      |
| 2007 |                                          | Rubberheart (rövidfilm)                | Maggie                     |                    |
| 2008 | Vicky Cristina Barcelona                 | Vicky Cristina Barcelona               | Vicky                      | Gubás Gabi         |
| 2008 | Frost/Nixon                              | Frost/Nixon                            | Caroline Cushing           | Ruttkay Laura      |
| 2008 |                                          | Official Selection (rövidfilm)         | Emily Dickinson            |                    |
| 2009 | Dorian Gray                              | Dorian Gray                            | Emily Wotton               | Ruttkay Laura      |
| 2010 | Adni jó                                  | Please Give                            | Rebecca                    | Földes Eszter      |
| 2010 | Tolvajok városa                          | The Town                               | Claire Keesey              | Németh Borbála     |
| 2010 |                                          | Everything Must Go                     | Samantha                   |                    |
| 2011 |                                          | A Bag of Hammers                       | Mel                        |                    |
| 2011 | Kísértetek                               | The Awakening                          | Florence Cathcart          | Zsigmond Tamara    |
| 2012 |                                          | Lay the Favorite                       | Beth Raymer                |                    |
| 2013 | Vasember 3.                              | Iron Man 3                             | Maya Hansen                | Németh Borbála     |
| 2013 | Behálózva                                | Closed Circuit                         | Claudia Simmons-Howe       | Németh Borbála     |
| 2013 |                                          | A Promise                              | Charlotte Hoffmeister      |                    |
| 2014 | Transzcendens                            | Transcendence                          | Evelyn Caster              | Pálfi Kata         |
| 2015 |                                          | Tumbledown                             | Hannah                     |                    |
| 2015 | Az ajándék                               | The Gift                               | Robyn Callem               | Kisfalvi Krisztina |
| 2016 |                                          | Christine                              | Christine Chubbuck         |                    |
| 2016 | A barátságos óriás                       | The BFG                                | Mary                       | Gubás Gabi         |
| 2017 | A vacsora                                | The Dinner                             | Katelyn Lohman             | Huszárik Kata      |
| 2017 | Megcsalási engedély                      | Permission                             | Anna                       | Zakariás Éva       |
| 2017 | Marston professzor és a két Wonder Woman | Professor Marston and the Wonder Women | Elizabeth Holloway Marston | Pálfi Kata         |
| 2018 | Mirai – Lány a jövőből                   | Mirai                                  | anya (angol nyelvű hangja) |                    |
| 2018 | Violet hangja                            | Teen Spirit                            | Jules                      |                    |
| 2018 | Holmes és Watson                         | Holmes & Watson                        | Dr. Grace Hart             | Németh Borbála     |
| 2019 | Egy esős nap New Yorkban                 | A Rainy Day in New York                | Connie Davidoff            |                    |
| 2020 | Éjszaka a házban                         | The Night House                        | Beth                       |                    |
| 2021 | A látszat ára                            | Passing                                | nem szerepel               |                    |
| 2021 | Godzilla Kong ellen                      | Godzilla vs. Kong                      | Ilene Andrews              | Pálfi Kata         |
| 2021 | Együtt bezárva                           | With/In ("Mother!!" szegmens)          | ismeretlen szerep          |                    |
| 2022 |                                          | Resurrection                           | Margaret                   |                    |
| 2022 |                                          | The Listener                           | Laura (hangja)             |                    |
| 2024 | Godzilla x Kong: Az új birodalom         | Godzilla x Kong: The New Empire        | Ilene Andrews              | Pálfi Kata         |

### Televízió
| Év   | Magyar cím               | Eredeti cím                           | Szerep             | Megjegyzések                                     |
| ---- | ------------------------ | ------------------------------------- | ------------------ | ------------------------------------------------ |
| 1992 | Kamillavirágos pázsit    | The Camomile Lawn                     | Sophie fiatalon    | 4 epizód                                         |
| 1993 | Nyúl Péter és barátai    | The World of Peter Rabbit and Friends | Lucie (hangja)     | 1 epizód                                         |
| 1993 |                          | Don't Leave Me This Way               | Lizzie Neil        | tévéfilm                                         |
| 2006 | Széles Sargasso-tenger   | Wide Sargasso Sea                     | Antoinette Cosway  | tévéfilm                                         |
| 2007 | A titkok háza            | Joe's Palace                          | Tina               | tévéfilm                                         |
| 2008 | Einstein és Eddington    | Einstein and Eddington                | Winifred Eddington | - tévéfilm - magyar hangja: - Kisfalvi Krisztina |
| 2009 |                          | Red Riding: The Year of Our Lord 1974 | Paula Garland      | tévéfilm                                         |
| 2012 | Az utolsó angol úriember | Parade's End                          | Sylvia Tietjens    | 5 epizód                                         |
| 2015 |                          | Codes of Conduct                      | Rebecca Rotmensen  | leadatlan próbaepizód                            |
| 2016 |                          | Horace and Pete                       | Rachel             | minisorozat (1 epizód)                           |
| 2020 | Történetek a Hurokból    | Tales from the Loop                   | Loretta            | 6 epizód                                         |
| 2024 |                          | The Listeners                         | Claire             | 4 epizód                                         |